# Jerzy Ciszewski (prawnik)
Jerzy Jan Ciszewski (ur. 31 lipca 1946 w Ćmielowie, zm. 17 grudnia 2018 w Sopocie) – polski prawnik, radca prawny, notariusz, doktor habilitowany nauk prawnych, profesor nadzwyczajny Uniwersytetu Gdańskiego.

## Życiorys
Syn Tadeusza i Wacławy. Uchwałą Rady Wydziału Prawa i Administracji Uniwersytetu Gdańskiego z dnia 25 listopada 1983 na podstawie przedstawionej rozprawy doktorskiej pt. Zastępstwo inwestycyjne (zagadnienia cywilno-prawne) oraz po złożeniu przepisanych egzaminów uzyskał stopień naukowy doktora nauk prawnych w zakresie Prawa. 27 czerwca 2005 habilitował się na podstawie oceny dorobku naukowego i pracy zatytułowanej Przekształcenie spółki cywilnej w spółki handlowe. Pełnił funkcję profesora nadzwyczajnego Katedry Prawa na Wydziale Finansów i Zarządzania Wyższej Szkoły Bankowej w Gdańsku oraz Katedry Prawa Handlowego i Międzynarodowego Prawa Prywatnego na Wydziale Prawa i Administracji Uniwersytetu Gdańskiego.
Związał się z Samoobroną RP. W wyborach samorządowych w 2002 bez powodzenia ubiegał się z listy tego ugrupowania o mandat radnego sejmiku pomorskiego.
Pod jego kierunkiem stopień doktora uzyskał w 2011 Bartłomiej Gliniecki.
Był recenzentem 11 prac doktorskich. Wykonywał zawody notariusza i radcy prawnego.
Zmarł 17 grudnia 2018, pochowany 22 grudnia 2018 na cmentarzu komunalnym w Sopocie (sektor N14-20-3).

## Odznaczenia
- Brązowy Medal Uniwersytetu Gdańskiego „Doctrinae Sapientae Honestati” (2013)[9]

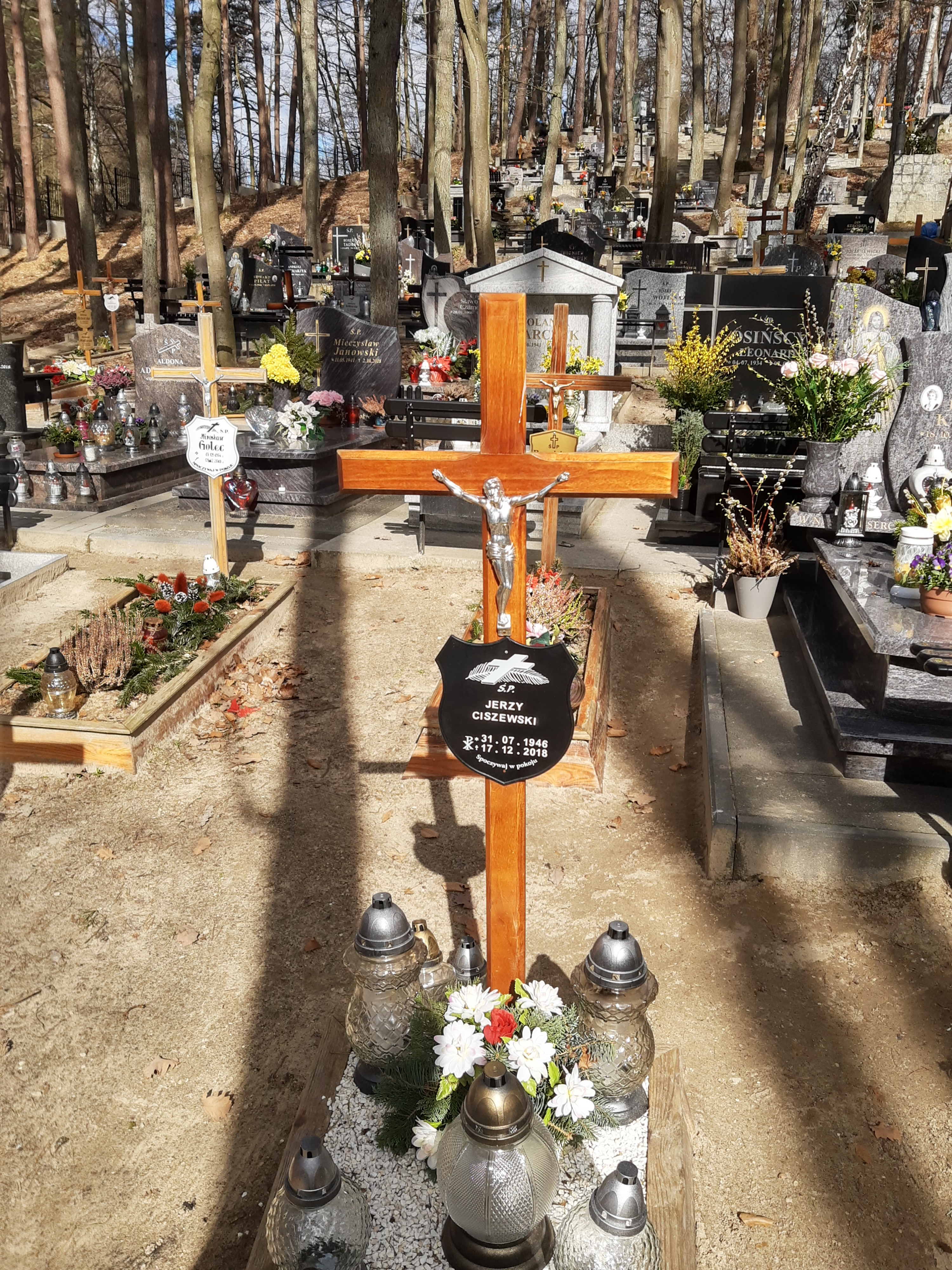
Grób prof. Jerzego Ciszewskiego na cmentarzu komunalnym w Sopocie